# Boeing Y3
De Boeing Y3 is het derde deel van Boeings Yellowstone Project. De Y3 moet meer dan 320 passagiers kunnen vervoeren en gaat de 747 en de langere versies van de 777 vervangen. De Y3 is daarmee een concurrent voor de Airbus A380 en de Airbus A350-1000.